# Соловцов, Александр Владимирович
Александр Владимирович Соловцов (14 ноября 1847, Казань — 17 марта 1923, Москва) — русский шахматист. Первый официальный чемпион Москвы (1899). Профессор Московской консерватории.

## Биография
Родился в семье командира батальона казанского гарнизона.  В 1869 г. приехал в Москву, чтобы получить высшее музыкальное образование. Окончил Московскую консерваторию по классу фортепиано у Н. Г. Рубинштейна. По словам сына Соловцова, в это время шахматы очень мешали ему учиться. Вместо того, чтобы заниматься, Соловцов часами просиживал за шахматами и, случалось, несколько недель подряд не появлялся в консерватории.
"Он рассказывал, что во время подготовки к экзаменам в консерватории, когда надо было играть на рояле по многу часов в день, он не мог оторваться от шахмат. Он дважды выбрасывал шахматы в окно с верхнего этажа на крышу соседнего дома, но затем, позанимавшись 2—3 часа на рояле, он уставал и для отдыха не мог найти никакого другого занятия, кроме шахмат. Тогда он брал черный хлеб, разминал его и лепил себе заново шахматы и снова увлекался разбором партий, решением этюдов и задач".
Впоследствии периоды занятий шахматами и музыкой у Соловцова чередовались. Сын Соловцова вспоминал, что...
"... в период увлечения музыкой он почти забрасывал шахматы, а когда наставал период увлечения шахматами, он оставался педагогом, а сам переставал заниматься на фортепьяно".
Играть в шахматы научился у отца. Профессионально заниматься шахматами начал по рекомендации врача (для успокоения нервов в ходе анализа партий).
Выдвинулся в московских соревнованиях 1870-х гг. Его партии начали появляться в журнале "Шахматный листок". В 1877 г. Соловцов был избран председателем вновь созданного Общества любителей шахмат.
В 1878 г. вместе с Е. А. Шмидтом возглавлял сборную Москвы во время матча по переписке с Петербургом. Сборная Москвы выиграла обе партии, несмотря на то, что командой Петербурга руководили М. И. Чигорин и Э. С. Шифферс.
В том же году участвовал в турнире сильнейших шахматистов России. В последнем туре сумел одержать победу над лидером турнира М. И. Чигориным и догнал занимавшего 3-е место Э. С. Шифферса.
В дальнейшем Соловцов с успехом выступал в московских соревнованиях. В 1899 г. он выиграл матч у Б. П. Григорьева и стал первым официальным чемпионом Москвы.
Соловцов любил острую комбинационную игру с хорошим взаимодействием фигур. Стиль его игры отличался тактической зоркостью, изобретательностью в защите, точностью в расчёте вариантов.
Сохранилось несколько записных книжек Соловцова, в которых он записывал свои партии. Часть партий из этих книжек впоследствии была опубликована.

## Вклад в теорию дебютов
А. В. Соловцов был известен также как хороший аналитик. Из его дебютных исследований распространение получил вариант в разновидности королевского гамбита, называемой гамбитом слона. После 1. e4 e5 2. f4 ef 3. Сc4 Соловцов предложил играть 3... Кc6 4. d4 Кf6. Позднейшие анализы показали, что при правильной игре обеих сторон партия должна завершиться форсированной ничьей.

## Спортивные результаты
| Год         | Город     | Соревнование                         | +  | −  | = | Результат    | Место |
| ----------- | --------- | ------------------------------------ | -- | -- | - | ------------ | ----- |
| 1877        | Тифлис    | Серия партий с А. Смиттеном          | 57 | 20 | 4 | 59 : 22      |       |
| 1878        | Москва    | Матч с Н. Ф. Даненбергом             | 5  | 3  | 0 | 5 : 3        |       |
| 1878 / 1879 | Петербург | Турнир сильнейших шахматистов России | 5  | 2  | 1 | 5½ из 8      | 3—4   |
| 1879        | Москва    | Турнир сильнейших шахматистов Москвы |    |    |   | 17½ из 20    | 1—2   |
| 1880        | Москва    | Турнир сильнейших шахматистов Москвы |    |    |   |              | 1     |
| 1884        | Москва    | 1-й матч с М. И. Чигориным           | 1  | 1  | 0 | 1 : 1        |       |
| 1892        | Москва    | Матч с Р. А. Фальком                 | 5  | 0  | 4 | 7 : 2        |       |
| 1892 / 1893 | Москва    | 2-й матч с М. И. Чигориным           | 0  | 4  | 1 | 0½ : 4½      |       |
| 1894        | Москва    | Показательная партия с Ж. Мизесом    | 1  | 0  | 0 | 1 из 1       |       |
| 1896        | Москва    | Показательная партия с Эм. Ласкером  | 0  | 1  | 0 | 0 из 1       |       |
|             | Москва    | Показательная партия с В. Стейницем  | 0  | 1  | 0 | 0 из 1       |       |
| 1899        | Москва    | Матч с Б. П. Григорьевым             |    |    |   | Матч выигран |       |

## Шахматная композиция
|   | a                                                                                    | b                                                                                    | c                                                                                    | d                                                                                    | e                                                                                    | f                                                                                    | g                                                                                    | h                                                                                    |   |
| - | ------------------------------------------------------------------------------------ | ------------------------------------------------------------------------------------ | ------------------------------------------------------------------------------------ | ------------------------------------------------------------------------------------ | ------------------------------------------------------------------------------------ | ------------------------------------------------------------------------------------ | ------------------------------------------------------------------------------------ | ------------------------------------------------------------------------------------ | - |
| 8 | c6 белый слон · b5 белый конь · a4 чёрная пешка · b2 чёрный король · d1 белый король | c6 белый слон · b5 белый конь · a4 чёрная пешка · b2 чёрный король · d1 белый король | c6 белый слон · b5 белый конь · a4 чёрная пешка · b2 чёрный король · d1 белый король | c6 белый слон · b5 белый конь · a4 чёрная пешка · b2 чёрный король · d1 белый король | c6 белый слон · b5 белый конь · a4 чёрная пешка · b2 чёрный король · d1 белый король | c6 белый слон · b5 белый конь · a4 чёрная пешка · b2 чёрный король · d1 белый король | c6 белый слон · b5 белый конь · a4 чёрная пешка · b2 чёрный король · d1 белый король | c6 белый слон · b5 белый конь · a4 чёрная пешка · b2 чёрный король · d1 белый король | 8 |
| 7 | c6 белый слон · b5 белый конь · a4 чёрная пешка · b2 чёрный король · d1 белый король | c6 белый слон · b5 белый конь · a4 чёрная пешка · b2 чёрный король · d1 белый король | c6 белый слон · b5 белый конь · a4 чёрная пешка · b2 чёрный король · d1 белый король | c6 белый слон · b5 белый конь · a4 чёрная пешка · b2 чёрный король · d1 белый король | c6 белый слон · b5 белый конь · a4 чёрная пешка · b2 чёрный король · d1 белый король | c6 белый слон · b5 белый конь · a4 чёрная пешка · b2 чёрный король · d1 белый король | c6 белый слон · b5 белый конь · a4 чёрная пешка · b2 чёрный король · d1 белый король | c6 белый слон · b5 белый конь · a4 чёрная пешка · b2 чёрный король · d1 белый король | 7 |
| 6 | c6 белый слон · b5 белый конь · a4 чёрная пешка · b2 чёрный король · d1 белый король | c6 белый слон · b5 белый конь · a4 чёрная пешка · b2 чёрный король · d1 белый король | c6 белый слон · b5 белый конь · a4 чёрная пешка · b2 чёрный король · d1 белый король | c6 белый слон · b5 белый конь · a4 чёрная пешка · b2 чёрный король · d1 белый король | c6 белый слон · b5 белый конь · a4 чёрная пешка · b2 чёрный король · d1 белый король | c6 белый слон · b5 белый конь · a4 чёрная пешка · b2 чёрный король · d1 белый король | c6 белый слон · b5 белый конь · a4 чёрная пешка · b2 чёрный король · d1 белый король | c6 белый слон · b5 белый конь · a4 чёрная пешка · b2 чёрный король · d1 белый король | 6 |
| 5 | c6 белый слон · b5 белый конь · a4 чёрная пешка · b2 чёрный король · d1 белый король | c6 белый слон · b5 белый конь · a4 чёрная пешка · b2 чёрный король · d1 белый король | c6 белый слон · b5 белый конь · a4 чёрная пешка · b2 чёрный король · d1 белый король | c6 белый слон · b5 белый конь · a4 чёрная пешка · b2 чёрный король · d1 белый король | c6 белый слон · b5 белый конь · a4 чёрная пешка · b2 чёрный король · d1 белый король | c6 белый слон · b5 белый конь · a4 чёрная пешка · b2 чёрный король · d1 белый король | c6 белый слон · b5 белый конь · a4 чёрная пешка · b2 чёрный король · d1 белый король | c6 белый слон · b5 белый конь · a4 чёрная пешка · b2 чёрный король · d1 белый король | 5 |
| 4 | c6 белый слон · b5 белый конь · a4 чёрная пешка · b2 чёрный король · d1 белый король | c6 белый слон · b5 белый конь · a4 чёрная пешка · b2 чёрный король · d1 белый король | c6 белый слон · b5 белый конь · a4 чёрная пешка · b2 чёрный король · d1 белый король | c6 белый слон · b5 белый конь · a4 чёрная пешка · b2 чёрный король · d1 белый король | c6 белый слон · b5 белый конь · a4 чёрная пешка · b2 чёрный король · d1 белый король | c6 белый слон · b5 белый конь · a4 чёрная пешка · b2 чёрный король · d1 белый король | c6 белый слон · b5 белый конь · a4 чёрная пешка · b2 чёрный король · d1 белый король | c6 белый слон · b5 белый конь · a4 чёрная пешка · b2 чёрный король · d1 белый король | 4 |
| 3 | c6 белый слон · b5 белый конь · a4 чёрная пешка · b2 чёрный король · d1 белый король | c6 белый слон · b5 белый конь · a4 чёрная пешка · b2 чёрный король · d1 белый король | c6 белый слон · b5 белый конь · a4 чёрная пешка · b2 чёрный король · d1 белый король | c6 белый слон · b5 белый конь · a4 чёрная пешка · b2 чёрный король · d1 белый король | c6 белый слон · b5 белый конь · a4 чёрная пешка · b2 чёрный король · d1 белый король | c6 белый слон · b5 белый конь · a4 чёрная пешка · b2 чёрный король · d1 белый король | c6 белый слон · b5 белый конь · a4 чёрная пешка · b2 чёрный король · d1 белый король | c6 белый слон · b5 белый конь · a4 чёрная пешка · b2 чёрный король · d1 белый король | 3 |
| 2 | c6 белый слон · b5 белый конь · a4 чёрная пешка · b2 чёрный король · d1 белый король | c6 белый слон · b5 белый конь · a4 чёрная пешка · b2 чёрный король · d1 белый король | c6 белый слон · b5 белый конь · a4 чёрная пешка · b2 чёрный король · d1 белый король | c6 белый слон · b5 белый конь · a4 чёрная пешка · b2 чёрный король · d1 белый король | c6 белый слон · b5 белый конь · a4 чёрная пешка · b2 чёрный король · d1 белый король | c6 белый слон · b5 белый конь · a4 чёрная пешка · b2 чёрный король · d1 белый король | c6 белый слон · b5 белый конь · a4 чёрная пешка · b2 чёрный король · d1 белый король | c6 белый слон · b5 белый конь · a4 чёрная пешка · b2 чёрный король · d1 белый король | 2 |
| 1 | c6 белый слон · b5 белый конь · a4 чёрная пешка · b2 чёрный король · d1 белый король | c6 белый слон · b5 белый конь · a4 чёрная пешка · b2 чёрный король · d1 белый король | c6 белый слон · b5 белый конь · a4 чёрная пешка · b2 чёрный король · d1 белый король | c6 белый слон · b5 белый конь · a4 чёрная пешка · b2 чёрный король · d1 белый король | c6 белый слон · b5 белый конь · a4 чёрная пешка · b2 чёрный король · d1 белый король | c6 белый слон · b5 белый конь · a4 чёрная пешка · b2 чёрный король · d1 белый король | c6 белый слон · b5 белый конь · a4 чёрная пешка · b2 чёрный король · d1 белый король | c6 белый слон · b5 белый конь · a4 чёрная пешка · b2 чёрный король · d1 белый король | 1 |
|   | a                                                                                    | b                                                                                    | c                                                                                    | d                                                                                    | e                                                                                    | f                                                                                    | g                                                                                    | h                                                                                    |   |

Соловцов сотрудничал с журналами «Всемирная иллюстрация» и «Шахматное обозрение» и был известен, в первую очередь, как решатель задач и этюдов. Также он сам занимался композицией. Всего было опубликовано 6 его произведений (2 четырехходовки, 2 задачи на обратный мат и 2 этюда). Наиболее известен следующий этюд:
1. Сd5 a3 2. Сa2 Кр:a2 3. Крc2 Крa1 4. Кd4 Крa2 (4... a2 5. Кb3#) 5. Кe2 Крa1 6. Кc1 a2 7. Кb3#.